# 田村さと子
田村 さと子（たむら さとこ、1947年3月26日 - 2020年1月19日）は、日本のラテンアメリカ文学研究者、詩人、元帝京大学教授。

## 生涯
和歌山県新宮市生まれ。本姓・川村。夫は新潟県副知事・立教大学教授を務めた自治省官僚の川村仁弘。小学校から和歌山県立新宮高等学校まで、中上健次と同級だった。1978年お茶の水女子大学家政学部卒業。メキシコ国立自治大学でラテンアメリカ文学を、スペイン国立マドリード大学で詩論を学ぶ。1989年お茶の水女子大学大学院人間文化研究科博士課程中退。1991年、「ガブリエラ・ミストラルの「死のソネット」研究」（川村さと子）で同大学術博士。1992年帝京大学助教授、のち教授。
1979年現代詩女流賞。1995年センテナリオ・アスール・ルペン・ダリーオ賞（チリ）。1996年、地球賞。2002年、クルテア・デ・アルジェシュ国際詩大賞。2004年リカルド・ラゴス・チリ大統領賞、パブロ・ネルーダ賞。チリの詩人ガブリエラ・ミストラル研究によりスペイン王立アカデミーチリ支部・チリ言語アカデミー外国人会員に東洋人として初めて選出される。
2020年1月19日、乳癌のため死去。72歳没。

## 著書
- 『南へ わたしが出会ったラテンアメリカの詩人たち』六興出版 1986
- 『謎ときミストラル ガブリエラ・ミストラルの「死のソネット」研究』小沢書店 1994
- 『サラマンドラ』思潮社 2004
- 『アニモ!』白水社 2007、再版2008。スペイン語テキスト
- 『百年の孤独を歩く ガルシア＝マルケスとわたしの四半世紀』河出書房新社 2011

## 翻訳
- 『ラテンアメリカ詩集』編訳 土曜美術社 世界現代詩文庫 1984
- フリオ・コルタサル 『かくも激しく甘きニカラグア』晶文社 双書・20世紀紀行 1989
- 『ガブリエラ・ミストラル詩集』編訳 小沢書店 双書・20世紀の詩人 1993
- アロンソ・サラサール『暴力の子供たち コロンビアの少年ギャング』朝日新聞社・朝日選書 1997
- パブロ・ネルーダ『マチュ・ピチュ山頂』鳳書房 1997
- ホルヘ・フランコ『ロサリオの鋏』河出書房新社 2003
- 『ネルーダ詩集』編訳 思潮社・海外詩文庫 2004
- マリオ・バルガス＝リョサ『楽園への道』世界文学全集02・河出書房新社 2008、河出文庫 2017
- ホルヘ・フランコ『パライソ・トラベル』河出書房新社 2012
- マリオ・バルガス＝リョサ『つつましい英雄』河出書房新社 2015
- ホルヘ・フランコ 『外の世界』作品社 2018
- マリオ・バルガス＝リョサ『シンコ・エスキーナス街の罠』河出書房新社 2019